# Music of the Spheres (Coldplay-Album)
Music of the Spheres (Untertiel: Vol. I: From Earth with Love) ist das neunte Studioalbum der britischen Rockband Coldplay, das im Oktober 2021 erschien.

## Entstehung und Veröffentlichung
Die Erstveröffentlichung von Music of the Spheres erfolgte am 15. Oktober 2021 bei Parlophone. Das Album erschien in seiner Originalausführung als CD (Katalognummer: 0190296666988) und LP (Katalognummer: 9029666696) sowie zum Download und Streaming (Katalognummer: 190296666971) mit zwölf Titeln.
Geschrieben wurden die Lieder alle gemeinsam von den Coldplay-Mitgliedern Guy Berryman, Jonny Buckland, Will Champion und Chris Martin, zusammen mit weiteren wechselnden Koautoren. Die Produktion erfolgte größtenteils durch die Zusammenarbeit von Oscar Holter, Bill Rahko und Karl Sandberg (Max Martin). Geprägt wurde die Aufnahme von, dass die Band mit dem Album auf Tour gehen wollte. Martin erklärte, dass Max bei den meisten kreativen Prozessen sehr involviert war und auch bei der Auswahl der Titel half. Er fügte hinzu, dass „ich kurz vor Higher Power eine ganze Session mit ihm gemacht habe, um Lieder für ein mögliches Album vorzuspielen“. Schlagzeuger Will Champion merkte an, dass einer der Gründe für die Erleichterung bei der Arbeit mit Max „darin liegt, dass er sehr bewusst darauf achtet, nicht zu viele Lücken zu füllen“, und Berryman fügte hinzu, dass ein Sound „nicht beeindruckend wird, wenn man nur eine weitere Klangschicht und eine weitere Klangschicht hinzufügt“, und verglich es mit einer Mischung aus „zu vielen Farben zusammen, [aber] am Ende ist man immer braun“. Als Beispiel nannten sie „Humankind“, das ihrer Meinung nach der schwierigste Song des Albums war, da die Band „das Gefühl dafür bis zum Ende der Sessions nicht richtig hinbekommen konnte“.

## Hintergrund
Die Idee für ein Album zum Thema Weltraum hatte die Band schon seit 2010, als Frontmann Martin vorschlug, ein Sonnensystem zu bauen, wie es in einem von der Band veröffentlichten Blog namens Roadie #42 hieß. Dieses Projekt führte schließlich zur Erschaffung des Universums für das 2011 erschienene Coldplay-Album Mylo Xyloto, das auch das Music-of-the-Spheres-Universum inspirieren sollte. Zum Zeitpunkt der Veröffentlichung von Everyday Life im November 2019 war einer der Hinweise im Begleitheft der physischen Vinyl- und Digibook-Ausgaben des Albums versteckt, in dem eine schwarz-weiße Werbetafel auf einem Feld für „Music of the Spheres“ wirbt. In der unteren linken Ecke steht in kleinerer Schrift „Coldplay coming soon“. Dies und die Tatsache, dass die Band in der Vergangenheit immer wieder Teaser für zukünftiges Material veröffentlicht hat, heizte die Spekulationen über die Themen und das Veröffentlichungsdatum von Music of the Spheres an. Andere Hinweise auf zukünftiges Material wurden angeblich in Liedtexten und Musikvideos aus der Everyday-Life-Ära versteckt.

## Inhalt
Chris Martin erklärte, dass das Thema des Albums von der Frage inspiriert wurde, wie Musiker im Universum sein würden", nachdem er die fiktive Mos Eisley Cantina Band in Star Wars gesehen und Spekulationen über Weltraumklänge angestellt hatte.
Das Album spielt in einem fiktiven Planetensystem namens „The Spheres“, das aus neun Planeten, drei natürlichen Satelliten, einem Stern und einem nahen Nebel besteht. Jeder Titel des Albums steht für einen Himmelskörper aus The Spheres. Der Trackliste des Albums folgend, sind dies: Neon Moon I („Music of the Spheres“), Kaotica („Higher Power“), Echo (‚Humankind‘), Kubik („Alien Choir“), Calypso („Let Somebody Go“), Supersolis („Human Heart“), Ultra („People of the Pride“), Floris (‚Biutyful‘), Neon Moon II („Music of the Spheres II“), Epiphane („My Universe“), Infinity Station („Infinity Sign“), und Coloratura („Coloratura“). Supersolis ist der Stern im Zentrum des Systems, und Koloratura ist der Nebel. Jeder Himmelskörper in Die Sphären hat seine eigene Sprache: EL 1 für Neon Moon I, Kaotican für Kaotica, Mirror Text für Echo, Qblok für Kubik, Aquamarine für Calypso, Supersolar für Supersolis, Voltik für Ultra, Bloom für Floris, EL 2 für Neon Moon II, Spheric für Epiphane, Infinitum für Infinity Station und Coloraturan für Coloratura. Ein unbenannter natürlicher Satellit umkreist Echo, während beide Neonmonde Epiphane umkreisen.[1] Ein verlorener Planet namens Aurora ist ebenfalls Teil des Systems, und obwohl kein Song auf dem Album ihn repräsentiert, haben Fans die Theorie aufgestellt, dass das kurze Instrumentalstück „A Wave“, das am Ende von Konzerten während der ersten Etappe der Music of the Spheres World Tour gespielt wurde und später auf der Full Moon-Edition von Moon Music erscheinen würde, mit ihm in Verbindung steht. Das Artwork mit dem Planetensystem wurde von Pilar Zeta entworfen, die bereits an den beiden vorherigen Coldplay-Alben Everyday Life und A Head Full of Dreams (2015) mitgearbeitet hat.
Martin nutzt die Planeten als Leinwand, um die menschliche Erfahrung zu erforschen: „Es ist eigentlich eine weitere Platte über das Leben als Mensch, aber mit der Freiheit, die sich ergibt, wenn man so tut, als ginge es um andere Lebewesen an anderen Orten“. Schlagzeuger Will Champion erklärte, dass es bei Everyday Life darum gehe, große Fragen persönlich zu machen, während Music of the Spheres eher den Zweck der Band in Bezug auf die Menschheit und von Menschen gemachte Abgrenzungen propagiere: „Historisch gesehen neigen wir als Band dazu, Raum zu füllen“. Das Album wurde mit den Worten „Jeder ist irgendwo ein Alien“ beworben, was laut Champion bedeutet, dass die Menschen auf das schauen, was sie verbindet, und nicht auf das, was sie trennt: "Aus der Perspektive eines anderen Planeten wären wir die Aliens. Wir haben die Perspektive gesucht, in der wir alle gleich sind.
Das fiktive Universum von Music of the Spheres ist zum Teil von dem Universum inspiriert, das die Band für Mylo Xyloto geschaffen hat, und enthält laut Creative Director Phil Harvey mehrere Anspielungen darauf. Eine dieser Referenzen könnte das Auftauchen der Mylo Xyloto „Schalldämpfer“ im Musikvideo zu „My Universe“ sein.
| Nr.          | Titel                                            | Autor(en)                                                                        | Produzent(en)                                                       | Länge |
| ------------ | ------------------------------------------------ | -------------------------------------------------------------------------------- | ------------------------------------------------------------------- | ----- |
| 1.           | Music of the Spheres                             | Coldplay • Max Martin • Rik Simpson • Dan Green • Federico Vindver • Bill Rahko  | Martin • Oscar Holter • Rahko • Simpson • Green • Vindver           | 0:53  |
| 2.           | Higher Power                                     | Coldplay • Martin • Vindver • Denise Carite                                      | Martin • Holter • Rahko • Simpson • Green                           | 3:26  |
| 3.           | Humankind                                        | Martin • Holter • Rahko • Green • Vindver • Hopkins                              | Martin • Holter • Rahko • Green • Vindver • Hopkins                 | 4:26  |
| 4.           | Alien Choir                                      | Coldplay • Martin • Hopkins                                                      | Martin • Rahko • Hopkins                                            | 0:53  |
| 5.           | Let Somebody Go (mit Selena Gomez)               | Coldplay • Martin • Apple Martin • Olivia Waithe • Holter • Rahko • Leland Wayne | Martin • Holter • Rahko • Simpson • Green • Hopkins • Metro Boomin  | 4:01  |
| 6.           | Human Heart" (mit We Are King und Jacob Collier) | Coldplay • Martin • Collier • Paris Strother • Amber Strother                    | Martin • Holter • Rahko • Collier • We Are King                     | 3:08  |
| 7.           | People of the Pride                              | Coldplay • Martin • Rahko • Derek Dixie • Samuel Falson • Jesse Rogg             | Martin • Holter • Rahko • Simpson • Green                           | 3:37  |
| 8.           | Biutyful                                         | Coldplay • Martin • Holter • Davide Rossi                                        | Martin • Holter • Rahko • Simpson • Green • Angel • Lopez • Vindver | 3:12  |
| 9.           | Music of the Spheres II                          | Coldplay • Martin                                                                | Martin • Rahko                                                      | 0:21  |
| 10.          | My Universe (mit BTS)                            | Coldplay • Martin • Holter • Rahko • Suga • J-Hope • RM                          | Martin • Holter • Rahko • Simpson • Green                           | 3:46  |
| 11.          | Infinity Sign                                    | Coldplay • Martin • Hopkins                                                      | Martin • Holter • Rahko • Simpson • Green • Hopkins                 | 3:46  |
| 12.          | Coloratura                                       | Coldplay • Martin • P. Strother • John Metcalfe • Rossi                          | Martin • Holter • Rahko                                             | 10:17 |
| Gesamtlänge: | Gesamtlänge:                                     | Gesamtlänge:                                                                     | Gesamtlänge:                                                        | 41:50 |

## Singleauskopplungen
Singles in den Charts

| Jahr | Titel           | Höchstplatzierung, Gesamtwochen, AuszeichnungChartplatzierungen (Jahr, Titel, , Platzierungen, Wochen, Auszeichnungen, Anmerkungen) | Höchstplatzierung, Gesamtwochen, AuszeichnungChartplatzierungen (Jahr, Titel, , Platzierungen, Wochen, Auszeichnungen, Anmerkungen) | Höchstplatzierung, Gesamtwochen, AuszeichnungChartplatzierungen (Jahr, Titel, , Platzierungen, Wochen, Auszeichnungen, Anmerkungen) | Höchstplatzierung, Gesamtwochen, AuszeichnungChartplatzierungen (Jahr, Titel, , Platzierungen, Wochen, Auszeichnungen, Anmerkungen) | Höchstplatzierung, Gesamtwochen, AuszeichnungChartplatzierungen (Jahr, Titel, , Platzierungen, Wochen, Auszeichnungen, Anmerkungen) | Anmerkungen                                                                   |
| Jahr | Titel           | DE | AT | CH | UK | US | Anmerkungen                                                                   |
| ---- | --------------- | --- | --- | --- | --- | --- | ----------------------------------------------------------------------------- |
| 2021 | Higher Power    | DE35 Gold · (26 Wo.)DE | AT51 Platin · (18 Wo.)AT | CH18 (25 Wo.)CH | UK12 Platin · (21 Wo.)UK | US53 (2 Wo.)US | Erstveröffentlichung: 6. Mai 2021 Verkäufe: + 1.355.000                       |
| 2021 | My Universe     | DE13 Gold · (32 Wo.)DE | AT29 Platin · (25 Wo.)AT | CH11 ×2Doppelplatin · (33 Wo.)CH | UK3 Platin · (19 Wo.)UK | US1 Platin · (17 Wo.)US | Erstveröffentlichung: 24. September 2021 Verkäufe: + 3.183.333; mit BTS       |
| 2022 | Let Somebody Go | DE74 (1 Wo.)DE | AT69 (1 Wo.)AT | CH27 (2 Wo.)CH | UK24 Silber · (4 Wo.)UK | US91 (1 Wo.)US | Erstveröffentlichung: 7. Februar 2022 Verkäufe: + 425.000; feat. Selena Gomez |

## Music of the Spheres World Tour

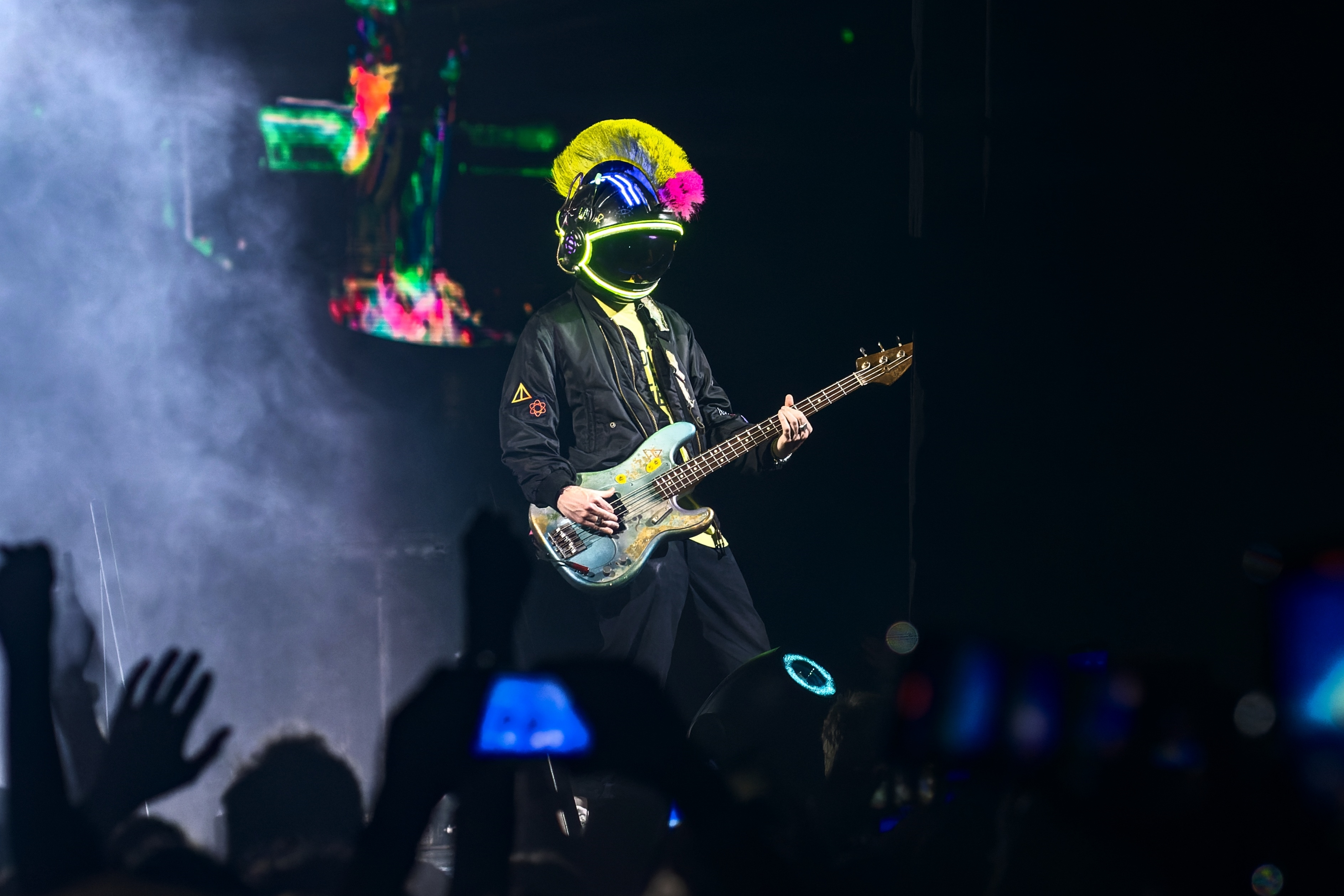
Berryman bei der Aufführung von „Infinity Sign“ im Wembley-Stadion, London.

Am 14. Oktober 2021, einen Tag vor der Veröffentlichung von Music of the Spheres, kündigten Coldplay die Music of the Spheres World Tour im Jahr 2022 an. Die Band war für Everyday Life nicht auf Tournee gegangen, da sie beschlossen hatte, die Tournee zu pausieren, bis sie herausgefunden hatte, wie sie sicherstellen konnte, dass sie umweltfreundlich sein würde. Gleichzeitig mit der Ankündigung veröffentlichten sie einen detaillierten Plan, in dem sie darlegen, wie sie sicherstellen wollen, dass die Tournee nur minimale Auswirkungen auf die Umwelt hat und 50,00 % weniger Kohlendioxid erzeugt als bei der A Head Full of Dreams Tour. Der Plan wurde über zwei Jahre hinweg von Coldplay und einer Reihe führender Umweltexperten entwickelt und beinhaltet eine Reihe innovativer Nachhaltigkeitsstrategien. Die Band hat sich beispielsweise mit BMW zusammengetan, um die erste mobile, wiederaufladbare Showbatterie„zu entwickeln, die jedes Konzert der Tournee mit Strom versorgt, und hat angekündigt, dass die Bühne der Tournee aus einer Kombination von leichten, kohlenstoffarmen und wiederverwendbaren Materialien (einschließlich Bambus und recyceltem Stahl) gebaut wird, die am Ende der Tournee ordnungsgemäß wiederverwendet oder recycelt werden können“. Außerdem haben sie sich verpflichtet, für jede verkaufte Eintrittskarte einen Baum zu pflanzen.

## Rezeption
Music of the Spheres erhielt im Allgemeinen gemischte Kritiken von Musikkritikern. Bei Metacritic, das den Kritiken von Mainstream-Kritikern eine normalisierte Bewertung von 100 zuweist, hat das Album eine durchschnittliche Punktzahl von 55 auf der Grundlage von 18 Kritiken, was „gemischte oder durchschnittliche Kritiken“ bedeutet.

## Kommerzieller Erfolg
Für Music Week war das Album neben Adeles 30, Ed Sheerans = und ABBAs Voyage einer der Hauptfaktoren für den Anstieg der CD-Verkäufe im Jahr 2021 im Vereinigten Königreich.

### Chartplatzierungen
Music of the Spheres avancierte in mindestens ahct Ländern zum Nummer-eins-Erfolg, darunter auch im Vereinigten Königreich, wo es zum neunten Nummer-eins-Album der Band wurde. Es belegte zudem Rang 14 der britischen Album-Jahrescharts. Es wurde das fünftmeistverkaufte Album des Jahres auf Kassette und das 15. meistverkaufte auf Vinyl.
| ChartsChartplatzierungen       | Höchstplatzierung | Wochen |
| ------------------------------ | ----------------- | ------ |
| Deutschland (GfK)              | 2 (27 Wo.)        | 27     |
| Österreich (Ö3)                | 2 (11 Wo.)        | 11     |
| Schweiz (IFPI)                 | 2 (27 Wo.)        | 27     |
| Vereinigte Staaten (Billboard) | 4 (8 Wo.)         | 8      |
| Vereinigtes Königreich (OCC)   | 1 (14 Wo.)        | 14     |

| ChartsJahrescharts (2021)    | Platzierung |
| ---------------------------- | ----------- |
| Deutschland (GfK)            | 42          |
| Österreich (Ö3)              | 53          |
| Schweiz (IFPI)               | 19          |
| Vereinigtes Königreich (OCC) | 14          |

### Auszeichnungen für Musikverkäufe
Das Album verkaufte sich laut Schallplattenauszeichnungen über 447.500 Mal, davon über 101.045 Mal in der ersten Verkaufswoche im Vereinigten Königreich. Es war in den 2020er-Jahren landesweit das erste Album mit mehr als 100.000 verkauften Einheiten in einer Woche.
| Land/Region                  | Auszeichnungen für Musikverkäufe (Land/Region, Auszeichnung, Verkäufe) | Verkäufe |
| ---------------------------- | ---------------------------------------------------------------------- | -------- |
| Brasilien (PMB)              | Platin                                                                 | 40.000   |
| Dänemark (IFPI)              | Gold                                                                   | 10.000   |
| Frankreich (SNEP)            | Platin                                                                 | 100.000  |
| Italien (FIMI)               | Platin                                                                 | 50.000   |
| Kanada (MC)                  | Gold                                                                   | 40.000   |
| Mexiko (AMPROFON)            | Gold                                                                   | 70.000   |
| Neuseeland (RMNZ)            | Gold                                                                   | 7.500    |
| Polen (ZPAV)                 | Gold                                                                   | 10.000   |
| Spanien (Promusicae)         | Gold                                                                   | 20.000   |
| Vereinigtes Königreich (BPI) | Gold                                                                   | 100.000  |
| Insgesamt                    | 7× Gold · 3× Platin ·                                                  | 447.500  |

Hauptartikel: Coldplay/Auszeichnungen für Musikverkäufe